# Michel (série télévisée d'animation)
 (novembre 2020).
Michel est une série d'animation franco-germano-suédoise en 26 épisodes de 11 minutes produite par le studio Folimage et diffusée à partir du 11 février 2012 sur Canal+ Family, Télétoon+ et ZDF,,,.

## Synopsis
La série présente un jeune monstre à quatre yeux s'appelant Michel qui vit dans la ville de asthma koulash. Il aime manger des pigeons. Son meilleur ami s'appelle tenatus et ils font souvent des activités ensemble. Il est dans la même classe que ce dernier, leur professeur aborde souvent la Suède comme sujet.

## Distribution (voix)
- Laurent Pasquier : le pompier
- Nathalie Homs : la policière
- Marc Wilhelm : Fréjus
- Dany Benedito
- Jacques Chambon : l'instituteur
- Myriel Sautron
- Angélique Heller
- Karl-Line Heller : Tenatus
- Ngoc Minh Pahm
- Franck Adrien Serrafini

 Source et légende : version française (VF) sur RS Doublage
- Version originale
  - Direction artistique : Nathalie Homs et Dewi Noiry.

## Liste des épisodes
1. Le stop cellulite
2. Le hamster fétiche
3. Michel magicien
4. Le mauvais camion
5. L'argent de poche
6. Les poules bitumeuses
7. Entrechats électroniques
8. Bancs chauds pour tous
9. L'Alpaga de Pâques
10. La veste en cuir
11. Une effrayante casquette
12. Course en forêt
13. Le look qui décoiffe
14. L'anniversaire
15. La dispute
16. Le tartomatik
17. Le mystère du nain borgne
18. La brique
19. La chenille de Blastis
20. Le voleur de Brigitte
21. L'école hanté
22. Le ballon météorologique
23. Détectives en herbe
24. Caillou
25. Amadeus
26. Domino clandestino

## Tomes
1. Grou !
2. Entre Quat'zyeux
3. De bon poil !